# Sedbury
Sedbury est un village anglais situé dans le district de Forest of Dean dans l'ouest du Gloucestershire.
Il est situé sur la rive droite de la rivière Wye, en face de la ville galloise de Chepstow. Le village est situé dans la paroisse de Tidenham.